# Piragüismo en los Juegos Olímpicos de París 2024
El piragüismo en los Juegos Olímpicos de París 2024 se realizó en el Estadio Náutico de Vaires-sur-Marne, ubicado en la localidad homónima, del 27 de julio al 10 de agosto de 2024.
En total fueron disputadas en este deporte 16 pruebas diferentes, 8 masculinas y 8 femeninas, repartidas en las dos especilidades de este deporte: 10 pruebas en aguas tranquilas y 6 en eslalon. El programa de competiciones se modificó en relación con la edición anterior, en aguas tranquilas las pruebas masculinas de K2 1000 m y C2 1000 m fueron susutituidas por las de K2 500 m y C2 500 m y las pruebas masculinas y femeninas de K1 200 m fueron suprimidas. En eslalon se añadieron dos nuevas pruebas, kayak cross masculino y femenino.

## Clasificación
Participaron en total 318 deportistas (159 hombres y 159 mujeres) de diferentes comités olímpicos nacionales pertenecientes a la Federación Internacional de Piragüismo, repartidos de la siguiente forma: 236 en aguas tranquilas y 82 en eslalon.

## Calendario
| S | Series preliminares | F | Finales |

| Fecha→ Prueba ↓    | 27 Sáb | 28 Dom | 29 Lun | 30 Mar | 31 Mié | 01 Jue | 02 Vie | 03 Sáb | 04 Dom | 05 Lun |
| ------------------ | ------ | ------ | ------ | ------ | ------ | ------ | ------ | ------ | ------ | ------ |
| K1 masculino       |        |        |        | S      |        | F      |        |        |        |        |
| C1 masculino       | S      |        | F      |        |        |        |        |        |        |        |
| K1 cross masculino |        |        |        |        |        |        |        | S      | S      | F      |
| K1 femenino        | S      | F      |        |        |        |        |        |        |        |        |
| C1 femenino        |        |        |        | S      | F      |        |        |        |        |        |
| K1 cross femenino  |        |        |        |        |        |        |        | S      | S      | F      |

| Fecha→ Prueba ↓ | 06 Mar | 07 Mié | 08 Jue | 09 Vie | 10 Sáb |
| --------------- | ------ | ------ | ------ | ------ | ------ |
| K1 1000 m       | S      |        |        |        | F      |
| K2 500 m        |        | S      |        | F      |        |
| K4 500 m        | S      |        | F      |        |        |
| C1 1000 m       |        | S      |        |        | F      |
| C2 500 m        | S      |        | F      |        |        |

| Fecha→ Prueba ↓ | 06 Mar | 07 Mié | 08 Jue | 09 Vie | 10 Sáb |
| --------------- | ------ | ------ | ------ | ------ | ------ |
| K1 500 m        | S      |        |        |        | F      |
| K2 500 m        |        | S      |        | F      |        |
| K4 500 m        | S      |        | F      |        |        |
| C1 200 m        |        | S      |        | F      |        |
| C2 500 m        | S      |        | F      |        |        |

## Medallistas de piragüismo en aguas tranquilas

### Masculino
| Evento                   | Oro                                                                     | Plata                                                                                       | Bronce                                                                                          |
| ------------------------ | ----------------------------------------------------------------------- | ------------------------------------------------------------------------------------------- | ----------------------------------------------------------------------------------------------- |
| K1 1000 m (10 de agosto) | Josef Dostál · República Checa · 3:24,07                                | Ádám Varga · Hungría · 3:24,76                                                              | Bálint Kopasz · Hungría · 3:25,68                                                               |
| K2 500 m (9 de agosto)   | Jacob Schopf · Max Lemke · Alemania · 1:26,87                           | Bence Nádas · Sándor Tótka · Hungría · 1:27,15                                              | Jean van der Westhuyzen · Thomas Green · Australia · 1:27,29                                    |
| K4 500 m (8 de agosto)   | Max Rendschmidt · Max Lemke · Jacob Schopf · Tom Liebscher · Alemania · | Riley Fitzsimmons · Pierre van der Westhuyzen · Jackson Collins · Noah Havard · Australia · | Saúl Craviotto · Carlos Arévalo López · Marcus Cooper Walz · Rodrigo Germade · España · 1:20,05 |
| C1 1000 m (9 de agosto)  | Martin Fuksa · República Checa · 3:43,16                                | Isaquias Queiroz · Brasil · 3:44,33                                                         | Serghei Tarnovschi · Moldavia · 3:44,68                                                         |
| C2 500 m (8 de agosto)   | Liu Hao · Ji Bowen · República Popular China · 1:39,48                  | Gabriele Casadei · Carlo Tacchini · Italia · 1:41,08                                        | Joan Moreno · Diego Domínguez Martín · España · 1:41,18                                         |

### Femenino
| Evento                  | Oro                                                                                     | Plata                                                                            | Bronce                                                                             |
| ----------------------- | --------------------------------------------------------------------------------------- | -------------------------------------------------------------------------------- | ---------------------------------------------------------------------------------- |
| K1 500 m (10 de agosto) | Lisa Carrington · Nueva Zelanda · 1:47,36                                               | Tamara Csipes · Hungría · 1:48,44                                                | Emma Jørgensen · Dinamarca · 1:49,76                                               |
| K2 500 m (9 de agosto)  | Lisa Carrington · Alicia Hoskin · Nueva Zelanda · 1:37,28                               | Tamara Csipes · Alida Gazsó · Hungría · 1:39,39                                  | Paulina Paszek · Jule Hake · Alemania · Noémi Pupp · Sára Fojt · Hungría · 1:39,46 |
| K4 500 m (8 de agosto)  | Lisa Carrington · Alicia Hoskin · Olivia Brett · Tara Vaughan · Nueva Zelanda · 1:32,20 | Paulina Paszek · Jule Hake · Pauline Jagsch · Sarah Brüßler · Alemania · 1:32,62 | Noémi Pupp · Sára Fojt · Tamara Csipes · Alida Gazsó · Hungría · 1:32,93           |
| C1 200 m (10 de agosto) | Katie Vincent · Canadá · 44,12                                                          | Nevin Harrison · Estados Unidos · 44,13                                          | Yarisleidis Duboys · Cuba · 44,36                                                  |
| C2 500 m (9 de agosto)  | Xu Shixiao · Sun Mengya · República Popular China · 1:52,81                             | Liudmyla Luzan · Anastasiya Rybachok · Ucrania · 1:54,30                         | Sloan MacKenzie · Katie Vincent · Canadá · 1:54,36                                 |

## Medallistas de piragüismo en eslalon

### Masculino
| Evento                    | Oro                                  | Plata                              | Bronce                           |
| ------------------------- | ------------------------------------ | ---------------------------------- | -------------------------------- |
| K1 (1 de agosto)          | Giovanni De Gennaro · Italia · 88,22 | Titouan Castryck · Francia · 88,42 | Pau Echaniz · España · 88,87     |
| C1 (29 de julio)          | Nicolas Gestin · Francia · 91,36     | Adam Burgess · Reino Unido · 96,84 | Matej Beňuš · Eslovaquia · 97,03 |
| Kayak cross (5 de agosto) | Finn Butcher · Nueva Zelanda ·       | Joseph Clarke · Reino Unido ·      | Noah Hegge · Alemania ·          |

### Femenino
| Evento                    | Oro                             | Plata                               | Bronce                                  |
| ------------------------- | ------------------------------- | ----------------------------------- | --------------------------------------- |
| K1 (28 de julio)          | Jessica Fox · Australia · 96,08 | Klaudia Zwolińska · Polonia · 97,53 | Kimberley Woods · Reino Unido · 98,94   |
| C1 (31 de julio)          | Jessica Fox · Australia · 99,06 | Elena Lilik · Alemania · 103,54     | Evy Leibfarth · Estados Unidos · 109,95 |
| Kayak cross (5 de agosto) | Noemie Fox · Australia ·        | Angèle Hug · Francia ·              | Kimberley Woods · Reino Unido ·         |

## Medallero
| Núm. | País                    | Oro | Plata | Bronce | Total |
| ---- | ----------------------- | --- | ----- | ------ | ----- |
| 1    | Nueva Zelanda           | 4   | 0     | 0      | 4     |
| 2    | Australia               | 3   | 1     | 1      | 5     |
| 3    | Alemania                | 2   | 2     | 2      | 6     |
| 4    | República Checa         | 2   | 0     | 0      | 2     |
| 4    | República Popular China | 2   | 0     | 0      | 2     |
| 6    | Francia                 | 1   | 2     | 0      | 3     |
| 7    | Italia                  | 1   | 1     | 0      | 2     |
| 8    | Canadá                  | 1   | 0     | 1      | 2     |
| 9    | Hungría                 | 0   | 4     | 3      | 7     |
| 10   | Reino Unido             | 0   | 2     | 2      | 4     |
| 11   | Estados Unidos          | 0   | 1     | 1      | 2     |
| 12   | Brasil                  | 0   | 1     | 0      | 1     |
| 12   | Polonia                 | 0   | 1     | 0      | 1     |
| 12   | Ucrania                 | 0   | 1     | 0      | 1     |
| 15   | España                  | 0   | 0     | 3      | 3     |
| 16   | Cuba                    | 0   | 0     | 1      | 1     |
| 16   | Dinamarca               | 0   | 0     | 1      | 1     |
| 16   | Eslovaquia              | 0   | 0     | 1      | 1     |
| 16   | Moldavia                | 0   | 0     | 1      | 1     |
|      | TOTAL                   | 16  | 16    | 17     | 49    |